# كبير (فلم)
كبير  (بالإنجليزية: Big) هو فيلم كوميدي تم إنتاجه في الولايات المتحدة وصدر في سنة 1988. الفيلم من كتابة آن سبيلبرغ. من بطولة توم هانكس وإليزابيث بيركنز.

## الميزانية والإيرادات
بلغت تكلفة إنتاج الفيلم حوالي 18 مليون دولار بينما حقق أرباحا تقدر بـ 151,668,774 دولار.

## وصلات خارجية
- مقالات تستعمل روابط فنية بلا صلة مع ويكي بيانات